# Madhav Khandekar
Madhav L. Khandekar ist ein ehemaliger Umwelt- und Klimawissenschaftler, der vor allem dafür bekannt ist, die menschengemachte globale Erwärmung zu bestreiten. Er unterhält enge Verbindungen zu verschiedenen Organisationen der organisierten Klimawandelleugnerszene.

## Leben
Khandekar hat Statistik an der University of Pune studiert und anschließend Meteorologie an der Florida State University. Im Bereich Wetter und Klima hat er knapp 50 Jahre gearbeitet, unter anderem bei Environment and Climate Change Canada, und eine Reihe von Veröffentlichungen und Büchern herausgegeben. Er gehört zu den externen Reviewern des vierten Sachstandsbericht des IPCC, AR4. Nach dem Eintritt in den Ruhestand ist er nach wie vor in der Redaktion des Journal of Natural Hazards (Kluwer, Niederlande) tätig.
Er ist Mitglied der American Meteorological Society, der Canadian Meteorological and Oceanographic Society sowie der American Geophysical Union.

## Klimawandelleugnung
Khandekar ist Klimaskeptiker und steht in Verbindung zu einer Reihe von Klimaleugnerorganisationen. Aus Sicht von Khandekar stellt die globale Erwärmung keine Gefahr für die Menschheit dar. 2013 erstellte er im Auftrag der britischen Denkfabrik Global Warming Policy Foundation (deren Ziel die Vermeidung von vermeintlichen Überreaktionen gegenüber der Globalen Erwärmung ist) einen Bericht zum Thema Globale Erwärmung und Wetterextreme. Nach seiner Einschätzung sei eine Zunahme von Wetterextremen bislang nicht erwiesen, es handle sich um einen „Medienhype“. Auch vom Heartland Institute, das zur Speerspitze der Klimaleugnerszene zählt, wird Khandekar als Experte gelistet und erhält von ihm eine monatliche Vergütung von 1000 Dollar. 
Er ist zudem Mitglied im Science Advisory Board der International Climate Science Coalition.

## Veröffentlichungen (Auszug)
- mit T.N. Chase, J.A. Knaff, R.A. Pielke Sr. und E. Kalnay: Changes in global monsoon circulations since 1950. Natural Hazards, 29, 2, 229–254, 2003
- R.H. Kripalani, A. Kulkarni, S.S. Sabade und M.L. Khandekar: Indian monsoon variability in a global warming scenario. Natural Hazards, 29, 2, 189–206, 2003
- Roop Kumar, K. Kumar und G.B. Pant: Diurnal asymmetry of surface temperature trends over India. Geophy. Res. Letters, 21, 677–680, 1994
- R. Selvaraju: Impact of El-Nino-Southern Oscillation on Indian food grain production. 2003